# Kandal
Kandal (tiếng Khmer: កណ្ដាល nghĩa là miền Trung, vùng trung tâm) là một tỉnh của Campuchia. Tỉnh lỵ là Ta Khmau (có nghĩa "Ông nội (ngoại) đen"). Tỉnh này bao quanh hoàn toàn thủ đô Phnôm Pênh nhưng Phnôm Pênh không phải là đơn vị hành chính của tỉnh này. Kandal giáp với Kampong Speu và Takeo ở phía tây, Kampong Chhnang và Kampong Cham ở phía bắc, Prey Veng ở phía Đông và An Giang của Việt Nam ở phía nam, vùng đất này còn được gọi là Kỳ Tô trong lịch sử Việt Nam thời kỳ nhà Nguyễn.
Tỉnh Kandal được chia ra làm 2 thành phố 9 huyện:
- 0801 Kandal Stueng
- 0802 Kien Svay
- 0803 Khsach Kandal
- 0804 Kaoh Thum
- 0805 Leuk Daek
- 0806 Lvea Aem
- 0807 Mukh Kamphool
- 0808 Angk Snuol
- 0809 Ponhea Lueu
- 0810 S'ang
- 0811 Ta Khmau (thành phố, tỉnh lỵ)
- 0812 Arey Ksat (thành phố)

Kandal có địa hình đồng bằng thấp, bị chia cắt bởi Kinh đô Phnompenh ở giữa, bởi các sông Tiền và sông Hậu cũng như sông Tonle Sap và các vùng trũng ngập nước. Hai huyện Khsach Kandal và Lvea Aem nằm ở phía đông sông Mekong. Kaoh Thum và Leuk Daek có đường biên với An Giang của Việt Nam. Xã Kaorm Samnor thuộc Leuk Daek có cửa khẩu quốc tế Kaorm Samnor đối diện với Cửa khẩu Quốc tế Vĩnh Xuơng. Huyện Kaoh Thum có cửa khẩu Chrey Thom đối diện với cửa khẩu quốc gia Khánh Bình.